# Ziaelas af Bithynien
Ziaelas (? – 228 f.Kr.) var konge af Bithynien ca. 254 f.Kr. til 228 f.Kr. efter stedmoderen Etazeta.
Ziaelas var søn af kong Nikomedes 1. og dennes første kone Ditizele, men faderens anden kone Etazeta fik gennemtrumfet, at det skulle være Nikomedes' yngre børn med hende, der skulle arve. Ved faderens død ca. 255, overtog Etazeta styret med kongeriget under beskyttelse af flere stormagter (bl.a. Ægypten og Makedonien). Men Ziaelas vendte hjem fra eksil i Armenien ved kong Sames' hof og erobrede hurtigt magten i Bithynien. Etazeta flygtede med sine børn til Makedonien og Ziaelas blev således den nye konge af Bithynien.
Ziaelas grundlagde byen Ziela, opkaldt efter sig selv. Byens placering er i dag ukendt.
Han blev i 228 f.Kr. myrdet af galatiske tropper. Han blev efterfulgt af sønnen Prusias 1. på den bithynske trone.